# Покровский сельсовет (Лотошинский район)
Покровский сельсовет — упразднённая административно-территориальная единица, существовавшая на территории Московской губернии и Московской области до 1939 года.
Покровский сельсовет был образован в первые годы советской власти. По данным 1921 года он входил в состав Ошейкинской волости Волоколамского уезда Московской губернии.
По данным 1926 года в состав сельсовета входили 2 населённых пункта — Покровское и Изосименье, а также 1 хутор.
В 1929 году Покровский с/с был отнесён к Лотошинскому району Московского округа Московской области.
17 июля 1939 года Покровский с/с был упразднён, а его территория передана в Степаньковский с/с.